# Beautiful Intentions
Albums de Melanie Chisholm
Reason
(2003) This Time
(2007)
Beautiful Intentions est le troisième album de Melanie Chisholm. Sorti en 2005, il s'agit de son premier album publié sur son label indépendant, Red Girl Records, après s'être séparé de Virgin Records . 
À sa sortie, Beautiful Intentions est un grand succès commercial se classant dans le top 20 de plusieurs pays européens dont l'Autriche, l'Allemagne, l'Ecosse, la Suisse et Portugal. Il devient disque d'or en Allemagne, en Autriche et en Suisse et est certifié disque de platine au Portugal.

## Liste des titres
1. Beautiful Intentions (Chisholm, Boddy, Ladimeji) – 3:52
2. Next Best Superstar (Argyle) – 3:29
3. Better Alone (Chisholm, Vettese) – 4:35
4. Last Night on Earth (Chisholm, Thornalley, Munday) – 3:28
5. You Will See (Chisholm, Kroeyer, Binzer, Owais, Odedere) – 3:29
6. Never Say Never (Chisholm) – 3:11
7. Good Girl (Chisholm, Johansonn) – 4:07
8. Don't Need This (Chisholm, Hatwell, Lane) – 3:50
9. Little Piece of Me (Chisholm, Buckton, Woodroffe) – 3:00
10. Here and Now (Chisholm, Benbrook, Simmons) – 4:29
11. Take Your Pleasure (Chisholm, Boddy, Ladimeji) – 3:11
12. You'll Get Yours (Chisholm, Vettese) – 4:43
13. First Day of My Life - (Guy Chambers, Enrique Iglesias) – 4:04

## Information
- First Day of My Life n'apparaît que dans la nouvelle édition de l'album.
- Il existe une version française de First Day of My Life intitulé Je suis née pour toi qui n'existe sur aucun CD.